# 萩わら子
萩 わら子（はぎ わらこ、1982年6月9日 - ）は、日本の漫画家。女性。静岡県出身。集英社の漫画雑誌「りぼん」の作家陣の一員。

## 概要
- 2002年、「貧血娘の恋物語。」（『りぼん秋のびっくり大増刊号』）でデビュー。
- 10代の女の子のさりげない日常を、ギャグを交えて描くのを得意としている。特に、デフォルメされたキャラや、駄洒落を交えた名称（自分のペンネームをもじったものなど）やタイトルをよく用いる。
- 2006年に結婚している。

## エピソード
『りぼん』編集部の公式ホームページ、りぼんわくわくステーションのインタビュー（2002年11月30日付）において、身長が172cmと高いもののスポーツは苦手で、周りからはもったいないと言われると語っている。

## 主な作品
- メロドリっく夏休み☆
- ちょりの毎日★
- メルめるメール
- 青春するら!?
- どう男女!?
- なぜなに!? 恋愛調査隊

## 書誌情報
- 萩わら子 『メロドリっく夏休み☆』 集英社 〈りぼんマスコットコミックス〉 2005年1月14日初版発行、ISBN 4-08-856583-5
- 萩わら子 『ちょりの毎日』 集英社 〈りぼんマスコットコミックス〉 2005年11月15日初版発行、ISBN 4-08-856653-X
- 萩わら子 『メルめるメール』 集英社 〈りぼんマスコットコミックス〉 2006年5月15日初版発行、ISBN 4-08-856685-8
- 萩わら子 『青春するら!?』 集英社 〈りぼんマスコットコミックス〉 2007年3月15日初版発行、ISBN 978-4-088-56732-7
- 萩わら子 『どう男女!?』 集英社 〈りぼんマスコットコミックス〉 2007年12月14日初版発行、ISBN 978-4-088-56791-4